# Расселл, Джоанна
Джоанна Карлтон Расселл (англ. JoAnne Carleton Russell, в замужестве Лонгдон, англ. Longdon; род. 30 октября 1954, Майами) — американская теннисистка, теннисный комментатор и тренер. Победительница Уимблдонского турнира (1977) в женском парном разряде, финалистка Открытого чемпионата США (1981) в миксте. Победительница шести турниров женского профессионального тура (два в одиночном разряде), чемпионка NCAA в парном разряде и в команде, участница Кубка Уайтмен в составе сборной США. Как тренер — чемпионка NCAA с командой Флоридского университета.

## Биография
Родилась в Майами и выросла в Нейплсе (Флорида). Вся семья, начиная с родителей, увлекалась теннисом, брат Стив и две сестры играли в теннис во время учёбы в вузе. Сама Джоанна начала брать уроки игры в теннис с шести лет, а в 12-летнем возрасте, во время участия в юниорском турнире в Кейп-Корале, её предложил тренировать местный специалист Томми Бойс, увидевший в ней потенциал для профессиональных занятий этим спортом. Бойс продолжал тренировать Расселл до ухода на пенсию в 1980 году.
Во время учёбы в техасском Университете Тринити Расселл дважды, в 1973 и 1975 годах, завоёвывала с его сборной звание чемпионки NCAA, в промежутке проиграв в финале. В 1975 году она также стала чемпионкой NCAA в женском парном разряде с Донной Стоктон. С 1975 по 1988 год выступала в профессиональном женском туре, за это время одержав в одиночном разряде победы над такими соперницами, как Мартина Навратилова, Билли Джин Кинг, Пэм Шрайвер и Розмари Казалс, а личную серию встреч с Вирджинией Уэйд выиграла со счётом 3-1. С 1976 по 1978 год входила в десятку сильнейших теннисисток США, составляемую по итогам сезона Ассоциацией тенниса Соединённых Штатов (USTA), в 1978 году вместе с Казалс заняла также первое место в национальном рейтинге пар. Лучший результат в турнирах Большого шлема в одиночном разряде — четвертьфинал Уимблдонского турнира в 1982 году. Наибольших успехов в карьере добилась как парный игрок. В 1977 году выиграла Уимблдонский турнир в женском парном разряде с австралийкой Хелен Гурлей-Коули и участвовала в Кубке Уайтмен — традиционном матче сборных США и Великобритании — в паре с Кинг. В 1981 году дошла до финала Открытого чемпионата США в смешанном парном разряде со Стивом Дентоном.
Уже в ходе игровой карьеры, в 1984 году, дебютировала как теннисный комментатор на NBC, где работала с Бадом Коллинзом и Диком Энбергом. В дальнейшем сотрудничала с компаниями ESPN, ABC, SportsChannel, USA Network, Turner Broadcasting и STAR TV. Получила сертификацию тренера высоких достижений от USTA. Работала тренером во Флоридском университете, женскую сборную которого привела в 1998 году к победе в национальном чемпионате NCAA, и в Иллинойсском университете. Участвовала в подготовке национальной сборной США.
По завершении профессиональной карьеры продолжала выступать в турнирах ветеранов. Выиграла Открытый чемпионат США в 1993 и 2002 годах и Уимблдонский турнир в 1993 году.
С 22 сентября 1990 года замужем за Джорджем Лонгдоном.

## Положение в рейтинге в конце сезона
| Год              | 1983 | 1984 | 1985 | 1986 | 1987 |
| ---------------- | ---- | ---- | ---- | ---- | ---- |
| Одиночный разряд | 38   | 25   | 113  | 161  | 163  |
| Парный разряд    | —    | —    | —    | 35   | 88   |

## Финалы турниров Большого шлема за карьеру

### Женский парный разряд (1-0)
| Результат | Год  | Турнир              | Покрытие | Партнёрша          | Соперницы в финале              | Счёт в финале |
| --------- | ---- | ------------------- | -------- | ------------------ | ------------------------------- | ------------- |
| Победа    | 1977 | Уимблдонский турнир | Трава    | Хелен Гурлей-Коули | Мартина Навратилова Бетти Стове | 6-3 6-3       |

### Смешанный парный разряд (0-1)
| Результат | Год  | Турнир                 | Покрытие | Партнёр     | Соперники в финале    | Счёт в финале |
| --------- | ---- | ---------------------- | -------- | ----------- | --------------------- | ------------- |
| Поражение | 1981 | Открытый чемпионат США | Хард     | Стив Дентон | Энн Смит Кевин Каррен | 3-6 6-7       |

## Финалы турниров WTA

### Одиночный разряд (2-1)
| Результат | №  | Дата             | Турнир                  | Покрытие  | Соперница в финале | Счёт в финале |
| --------- | -- | ---------------- | ----------------------- | --------- | ------------------ | ------------- |
| Победа    | 1. | 5 февраля 1984   | Индианаполис, США       | Ковёр (i) | Паскаль Паради     | 7-6(6) 6-2    |
| Победа    | 2. | 30 сентября 1984 | Ричмонд, Виргиния, США  | Хард      | Майкела Вашингтон  | 6-2 4-6 6-2   |
| Поражение | 1. | 28 октября 1984  | Брайтон, Великобритания | Ковёр (i) | Сильвия Ханика     | 3-6 6-1 2-6   |

### Женский парный разряд (4-17)
| Результат | №   | Дата             | Турнир                              | Покрытие  | Партнёрша          | Соперницы в финале                    | Счёт в финале  |
| --------- | --- | ---------------- | ----------------------------------- | --------- | ------------------ | ------------------------------------- | -------------- |
| Поражение | 1.  | 27 февраля 1977  | Детройт, США                        | Ковёр (i) | Дженет Ньюберри    | Мартина Навратилова Бетти Стове       | 3-6 4-6        |
| Победа    | 1.  | 2 июля 1977      | Уимблдонский турнир, Великобритания | Трава     | Хелен Гурлей-Коули | Мартина Навратилова Бетти Стове       | 6-3 6-3        |
| Поражение | 2.  | 16 октября 1977  | Финикс, Аризона, США                | Хард      | Хелен Гурлей-Коули | Билли Джин Кинг Мартина Навратилова   | 1-6 5-7        |
| Поражение | 3.  | 5 февраля 1978   | Чикаго, США                         | Ковёр (i) | Розмари Казалс     | Ивонн Гулагонг-Коули Бетти Стове      | 1-6 4-6        |
| Поражение | 4.  | 22 октября 1978  | Брайтон, Великобритания             | Ковёр (i) | Илана Клосс        | Бетти Стове Вирджиния Уэйд            | 0-6 6-7        |
| Поражение | 5.  | 28 марта 1980    | Карлсбад, Калифорния, США           | Хард      | Розмари Казалс     | Лора Дюпон Пэм Шрайвер                | 7-6 4-6 1-6    |
| Поражение | 6.  | 14 сентября 1980 | Солт-Лейк-Сити, США                 | Хард      | Барбара Джордан    | Вирджиния Рузичи Пэм Тигарден         | 4-6 5-7        |
| Поражение | 7.  | 16 ноября 1980   | Амстердам, Нидерланды               | Ковёр (i) | Мима Яушовец       | Гана Мандликова Бетти Стове           | 6-7 6-7        |
| Поражение | 8.  | 22 марта 1981    | Бостон, США                         | Ковёр (i) | Вирджиния Рузичи   | Барбара Поттер Шэрон Уолш             | 7-6 4-6 3-6    |
| Поражение | 9.  | 26 апреля 1981   | Амилия-Айленд, Флорида, США         | Грунт     | Вирджиния Рузичи   | Кэти Джордан Пола Смит                | 3-6 7-5 6-7    |
| Победа    | 2.  | 9 августа 1981   | Индианаполис, США                   | Грунт     | Вирджиния Рузичи   | Сью Баркер Пола Смит                  | 6-2 6-2        |
| Поражение | 10. | 11 апреля 1982   | Хилтон-Хед-Айленд, США              | Грунт     | Вирджиния Рузичи   | Мартина Навратилова Пэм Шрайвер       | 1-6 2-6        |
| Поражение | 11. | 16 мая 1982      | Лугано, Швейцария                   | Грунт     | Вирджиния Рузичи   | Кэнди Рейнольдс Пола Смит             | 2-6 4-6        |
| Поражение | 12. | 8 августа 1982   | Индианаполис                        | Грунт     | Вирджиния Рузичи   | Иванна Мадруга Катрин Танвье          | 5-7 6-7        |
| Поражение | 13. | 12 декабря 1982  | Ричмонд, Виргиния, США              | Ковёр (i) | Вирджиния Рузичи   | Розмари Казалs Кэнди Рейнольдс        | 3-6 4-6        |
| Поражение | 14. | 11 августа 1984  | Индианаполис                        | Грунт     | Элиза Берджин      | Беверли Молд Пола Смит                | 2-6 5-7        |
| Победа    | 3.  | 30 сентября 1984 | Ричмонд                             | Хард      | Элизабет Минтер    | Дженнифер Мундел Фелисия Раскиаторе   | 6-4 3-6 7-6(6) |
| Победа    | 4.  | 31 марта 1985    | Палм-Бич-Гарденс, Флорида, США      | Грунт     | Энн Смит           | Лаура Гильдемайстер Габриэла Сабатини | 1-6 6-1 7-6(4) |
| Поражение | 15. | 22 сентября 1985 | Чикаго                              | Ковёр (i) | Элиза Берджин      | Кэти Джордан Элизабет Смайли          | 2-6 2-6        |
| Поражение | 16. | 26 января 1986   | Уичито, Канзас, США                 | Ковёр (i) | Энн Смит           | Кэти Джордан Кэнди Рейнольдс          | 3-6 7-6(5) 3-6 |
| Поражение | 17. | 11 мая 1986      | Хьюстон, США                        | Грунт     | Элиза Берджин      | Венди Тёрнбулл Крис Эверт             | 2-6 4-6        |